# الليلة الأخيرة (فلم)
الليلة الأخيرة هو فيلم سينمائي مصري من إنتاج عام 1963، بطولة فاتن حمامة ومحمود مرسي وأحمد مظهر. الفيلم سيناريو وحوار يوسف السباعي وصبري عزت، ومن إخراج كمال الشيخ.

## قصة الفيلم
بعد سهرة متعبة استيقظت نادية برهان صادق التي عادت لها ذاكرتها فهي تزوجت يوم 5 أكتوبر 1942 من صلاح وهو طيار شاب، لكنها الآن ترى النتيجة تشير إلى أن اليوم هو 11 أبريل 1957 وأن كل شئ تغير حولها، حجرتها وفستان فرحها غير موجود، كما أن زوج أختها شاكر يعاملها بعنف وهناك فتاة تدعى سامية تناديها بماما، شاكر يناديها باسم أختها فوزية، فهل هو لا يعرف أن اسمها نادية. لقد مرت 15 عاماُ لا تعرف شيئاُ عنها، اتصلت بمنزل والدها في الإسكندرية فعلمت أن عائلة والدها لا تعيش هناك، وجدت سامية تستعد للبس فستان زفافها ويوبخها شاكر لأنها لم تستعد لحفل زواج ابنتها فاستقبلت التهانى من الحاضرين وقبلت العريس الذي اندهش لتغير معاملتها له فجأة، بعد السهرة رفضت أن تنام بجانب شاكر ورفضت أن تصدق أنها فوزية، لأن فوزية أختها المتزوجة من شاكر، استغلت سفر زوجها إلى الإسكندرية فاصطحبته وبدأت تبحث عن منزل أسرتها واستطاعت الوصول إلى فيلا صلاح مهران ووجدته مع أولاده حيث أنكر معرفته لنادية برهان ولكنه تراجع وأخبرها أنها كانت خطيبته وماتت، وتأكدت نادية أنها ليست إلا فوزية أم سامية، أثناء عبور طائرة بجوار النافذة أغمى عليها فطلبت من شاكر عرضها على طبيب، إلا أنها تعرضت لحادث بسيط واصطحبها صديق العائلة الدكتور مجدى وكانت تثق به وشرحت له حالتها، فهي تشعر بأنها فقدت الذاكرة وأن ذكرياتها الحالية ليست سوى ذكريات أختها نادية وعرض عليها وعلى زوجها أن تعرض نفسها على طبيب نفسانى، يرفض شاكر على أساس أن فوزية على وشك الجنون مثل والدتها بينما تعلم أن والدتها كانت عاقلة ولم تصدق شاكر وحاولت الانتحار وأنقذها الدكتور مجدى وعرض حالتها على صديقه الدكتور عماد، وذهبت فوزية إلى مجدى وأوضحت له كيف كاد شاكر يقتلها، طلب منها مجدى أن تقوم بدور المجنونة ليسمح شاكر بحجزها في مصحة الدكتور عماد، هناك اعترفت أنها نادية وأنه حدثت غارة ليلية فانهار المنزل، بحث مجدى عن الخياطة التي أخبرته أن الموجودة أمامها هي فوزية وليست نادية مما أكد شكوك نادية أنها تكذب، وعادت إلى المنزل واعترف شاكر لها أنها نادية وأنه لجأ إلى ذلك لأن ابنته أصبحت يتيمة الأم، إن نادية قد فقدت الذاكرة، فقام باقناعها بأنها فوزية فثارت نادية وتشاجرت معه فدفعها نحو السرير حيث وقعت مغشياً عليها، في نفس الوقت يعرف مجدى الحقيقة يجرى مسرعاُ إلى نادية، حيث شعر أن هناك خطراُ يهددها وتم إنقاذها

## بطولة
- فاتن حمامة: (نادية برهان)
- أحمد مظهر: (د. مجدي)
- محمود مرسي: (شاكر)
- كمال ياسين: (صلاح)
- عبد الخالق صالح: (د. عمار)
- مديحة سالم: (سامية)
- أحمد شوقي
- علية عبد المنعم: (الخياطة)
- قدرية كامل
- فاتن أنور

## روابط خارجية
- مقالات تستعمل روابط فنية بلا صلة مع ويكي بيانات